# Пушкин, Григорий Александрович (1868—1940)
Григорий Александрович Пушкин (15 сентября 1868 — 1 сентября 1940, Москва, РСФСР, СССР) — военный Российской империи, РСФСР и, возможно, Белого движения. Полковник Российской императорской армии. Участник Первой мировой войны и Гражданской войны в России. Во время Гражданской войны воевал за большевиков. Сын генерала от кавалерии Александра Александровича Пушкина и внук русского поэта Александра Сергеевича Пушкина. Кавалер четырёх орденов.

## Биография
Представитель дворянского рода Пушкиных. Родился 15 сентября 1868 года в семье генерала от кавалерии Александра Александровича Пушкина (1833—1914) и его жены Софии Александровны Ланской. По отцовской линии был внуком великого русского поэта Александра Сергеевича Пушкина.
В 1889 году окончил Императорский Александровский лицей. 6 ноября того же года вступил на службу вольноопределяющимся. 5 августа 1891 года сдал экзамен на офицерский чин при Павловском военном училище по 1-му разряду и был произведён в чин подпоручика. Служил во 2-м стрелковом батальоне. 5 августа 1895 года был произведён в чин поручика. 6 мая 1900 года был произведён в чин штабс-капитана. 5 августа 1903 года был произведён в чин капитана. В течение двух лет и одного месяца был командиром роты. 6 декабря 1910 года был произведён в чин полковника. Служил в Печорском 92-м пехотном полку.
В составе этого полка вступил в Первую мировую войну. На фронте с первых дней войны. Некоторое время командовал этим полком. 30 сентября 1914 года был назначен командиром Двинского 91-го пехотного полка. В 1915 году был контужен и получил тяжёлое ранение в голову. Был уволен с должности из-за болезни и зачислен в резерв чинов при штабе Петроградского военного округа. 3 октября 1916 года после выздоровления был назначен помощником начальника 11-й пехотной запасной бригады, которая дислоцировалась в Москве. С мая по июнь 1917 года занимал должность командующего этой бригадой.
По одной версии, во время Гражданской войны в России был мобилизован в Белую армию. Однако вскоре перешёл к большевикам. По другой версии, не принимал участия в Белом движении, а сразу поступил в Красную армию. С мая по июнь 1919 года был делопроизводителем в Московском эвакуационном пункте. 13 июня 1919 года по решению комиссии по учёту бывших офицеров при управляющем делами Революционного военного совета Григорий Пушкин был направлен на передовую. Воевал на Южном фронте в должности командира полка.
В 1921 году был демобилизован из-за контузии. После демобилизации приехал в Лопасное к семье, где и жил до 1927 года. Работал бухгалтером в местном сельпо. С 1929 года по 1932 год жил вместе с семьёй в посёлке Новый Быт, близ Лопасного. В 1932 году переехал в Москву, где ему как внуку А. С. Пушкина, Моссоветом была предоставлена пятикомнатная квартира. В Москве работал научным сотрудником Рукописного Пушкинского отдела Государственной библиотеки СССР. Скончался 1 сентября 1940 года в Москве. Был похоронен в церковной ограде Зачатьевской церкви города Чехова.

## Дневник Александра Пушкина
В своё время дневник поэта Александра Сергеевича Пушкина оказался у старшего сына поэта и отца Григория — Александра Александровича. После смерти Александра Александровича в 1914 году «Дневник Пушкина» унаследовал его старший сын, Александр Александрович-младший, который умер в 1916 году. После его смерти дневник оказался у его тёти Марии Александровны, скончавшейся 7 марта 1919 года. Следующим так называемым наследником «Дневника», стал Григорий Александрович Пушкин. Однако уже 13 июня того же года Григорий Григорьевич был мобилизован на Южный фронт и дневник был передан его жене Юлии Николаевне, которая в августе 1919 года продала «Дневник» Румянцевскому музею за 40 000
керенок.

## Семья
С 17 августа 1911 года Григорий Александрович был женат на Юлии Николаевне Бартеневой (6 июля 1877 — 23 января 1967; в первом браке Катыбаева). От этого брака он имел 5 детей, из них двое сыновей:
- Сергей Григорьевич Пушкин (28 февраля 1912 — 5 февраля 1920)[7];
- Григорий Григорьевич Пушкин (1913—1997) — в 1920 году вместе со старшим братом нашёл утерянную рукопись А. С. Пушкина — «История Петра Великого»[3]. Участник Великой Отечественной войны. После войны работал в МУРе. Имел двух сыновей по имени Александр, которые умерли при жизни отца, и дочь[8].

## Награды
Григорий Александрович Пушкин был пожалован следующими наградами:
- Орден Святого Владимира 3-й степени с мечами (Высочайший приказ от 5 марта 1915);
- Орден Святого Владимира 4-й степени с мечами и бантами (9 января 1915);
- Орден Святой Анны 3-й степени (1912) с мечами (19 декабря 1914);
- Орден Святого Станислава 2-й степени (1909);
- Высочайшее благоволение (20 января 1915);
- Высочайшее благоволение (Высочайший приказ от 20 ноября 1915)
— «за отличия в делах».